# Alnsjøen

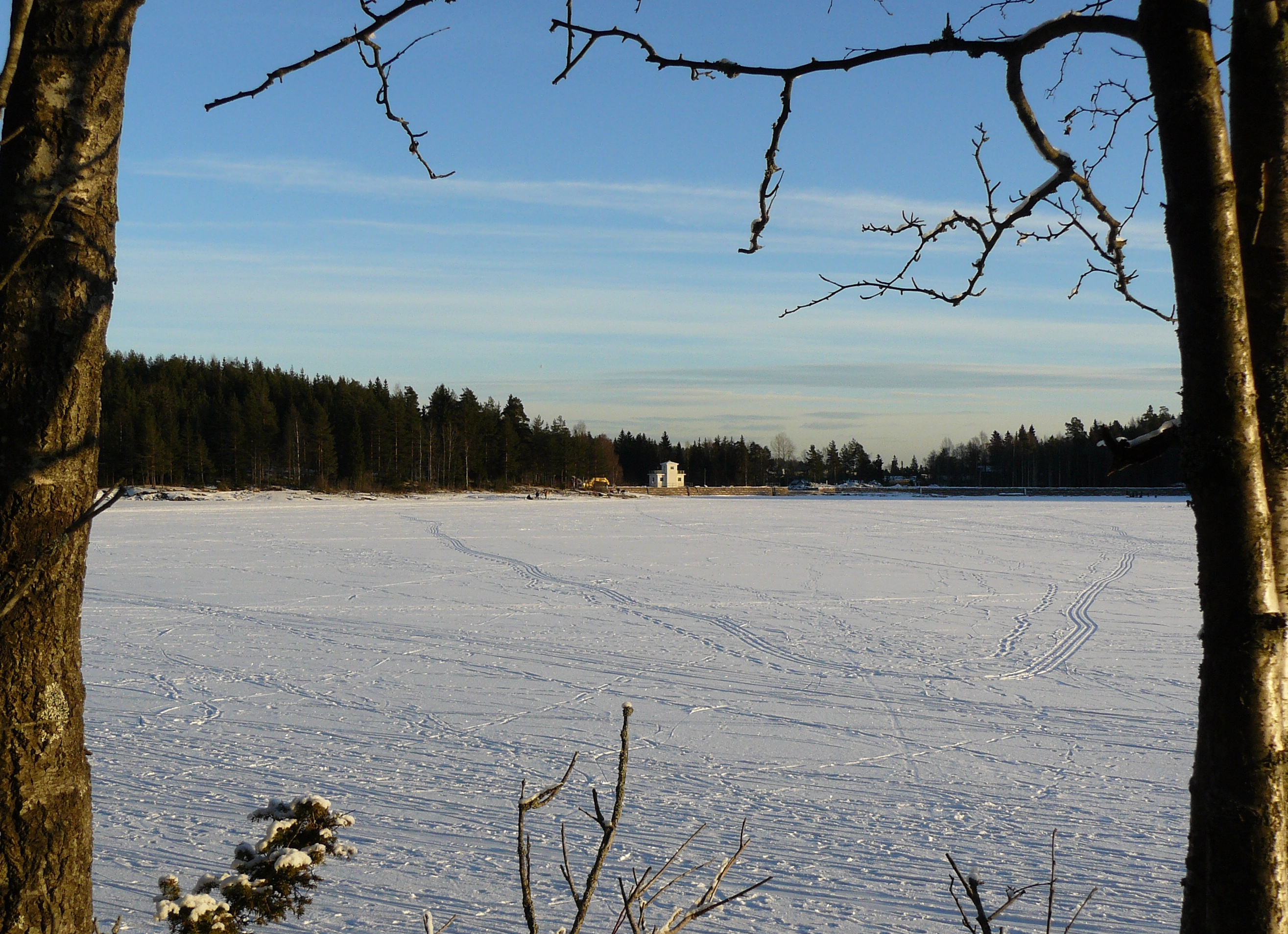
Alnsjøen en invierno

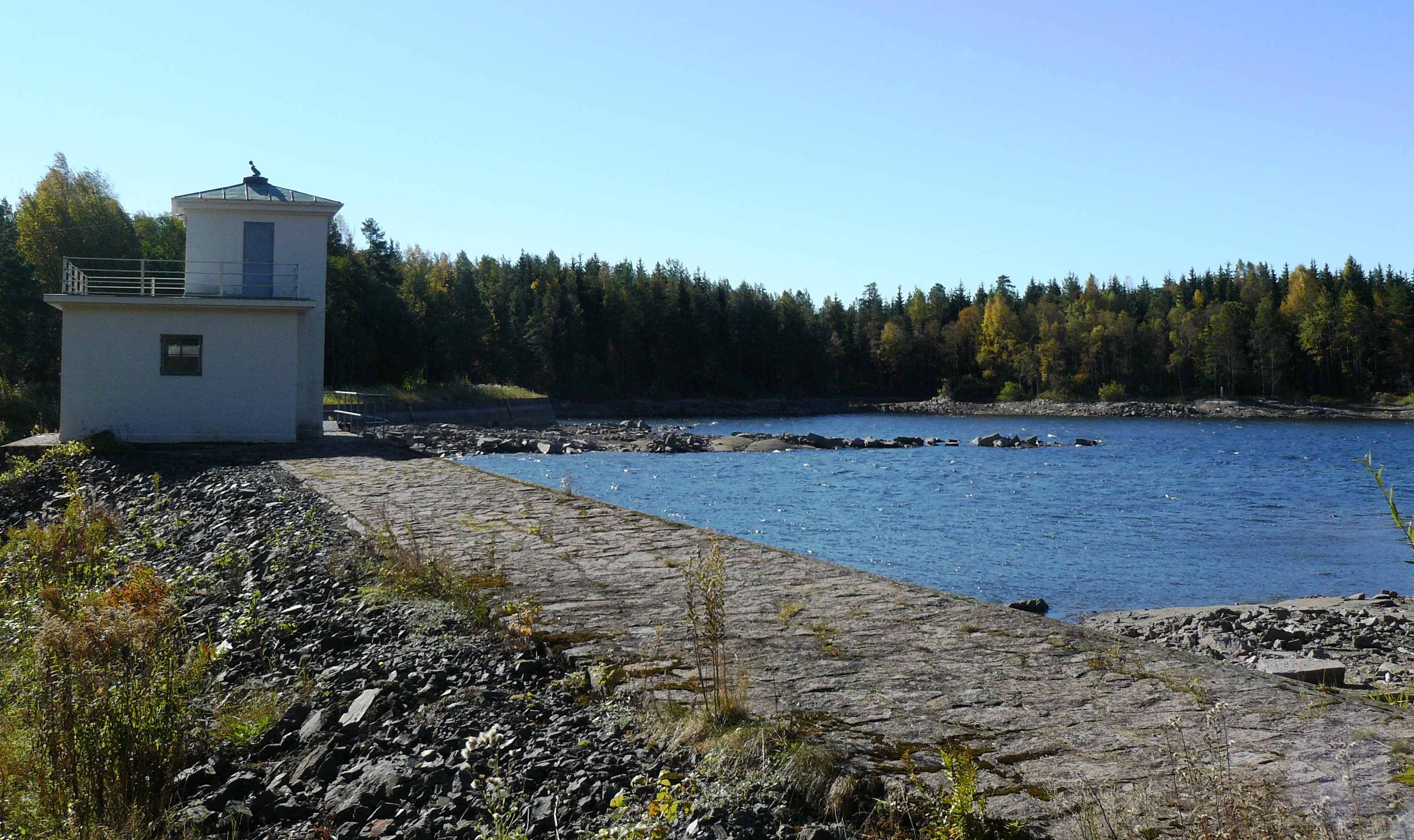
La presa de Alnsjøen

Alnsjøen (también llamado Alunsjøen) es un lago en Lillomarka en Oslo (Noruega). 
Desagua por el río Alnaelva, que llega hasta el fiordo de Oslo. 
En los alrededores del lago Alnsjøen se dio la minería del cobre durante el siglo XVIII.
El lago es utilizado como depósito de agua para la ciudad de Oslo.